# جاك كوبر (ملحن)
جاك كوبر (بالإنجليزية: Jack Cooper)‏ هو عازف جاز وملحن أمريكي، ولد في 14 مايو 1963 في ويتير في الولايات المتحدة.

## وصلات خارجية
- جاك كوبر على موقع IMDb (الإنجليزية)
- جاك كوبر على موقع ميوزك برينز (الإنجليزية)
- جاك كوبر على موقع أول ميوزيك (الإنجليزية)
- جاك كوبر على موقع ديسكوغز (الإنجليزية)